# أليسون بوكر
أليسون بوكر (بالإنجليزية: Alison Booker)‏ هي صحفية بريطانية، ولدت في 23 يونيو 1963 في إكزتر في المملكة المتحدة، وتوفيت في 1 يوليو 2010 في أكسفورد في المملكة المتحدة بسبب سرطان الثدي.